# Дејвид Вујић
Дејвид Вујић (енгл. David Vuich; 1935 — 2025) био је амерички научник српског порекла и последњи живи члан "српске седморке" која је учествовала у свемирској мисији Аполо.
Током рада на пројекту Аполо, Вујић се спријатељио са космонаутом Нилом Армстронгом (првим човеком који је крочио на Месец) и научио га неколико српских речи. 
Водио је хуманитарну организацију која је помагала угрожене након НАТО агресије на СР Југославију 1999. године.
Председник Републике Србије Александар Вучић је 23. јула 2019. године, примио у посету Дејвида Вујића током његовог боравка у Србији. Истог дана је одржао предавање у Српској академији наука и уметности.
На Дан државности Србије 15. фебруара 2020. године, председник Републике Србије Александар Вучић је Вујића одликовао Карађорђевом звездом првог степена. Вујић није могао да присуствује свечаности доделе ордена, али је упутио писмо захвалности у којем је између осталог рекао:
Док сам још био дечак, отац ме је често подсећао колико сам имао среће што сам се родио као Американац, али исто тако да никада не заборавим на своје српско срце које увек мора бити спремно да даље преноси знање о нашем славном наслеђу, обичајима, традицији, фолклору и вери, и да помаже онима којима је помоћ потребна.
Јуна 2023. године посетио је Србију и представио предлоге свемирских пројеката за Србију.

## Одликовања
- Орден Карађорђеве звезде првог степена (15. фебруар 2020)